# Michael DiGregorio
Michael DiGregorio (Chicago, 12 dicembre 1991) è un cestista filippino con cittadinanza statunitense naturalizzato italiano di ruolo guardia.

## Biografia
DiGregorio nasce a Chicago da padre italo-americano e madre filippina. Frequenta la McKendree University.

## Carriera
È stato selezionato come trentacinquesima scelta assoluta al draft PBA 2015 dai Mahindra Enforcer.

## Vita privata
È il nipote dell'ex cestista Ernie, professionista nella NBA con i Los Angeles Lakers e i Boston Celtics.